# Anders Zachariassen
Anders Zachariassen (4 settembre 1991) è un pallamanista danese, pivot del Bjerringbro-Silkeborg e della nazionale danese.

## Carriera
Nel 2019 diventa campione  del mondo con la nazionale danese.